# André Johannpeter
André Bier Gerdau Johannpeter, född den 17 mars 1963 i Porto Alegre i Brasilien, är en brasiliansk ryttare.
Han tog OS-brons i lagtävlingen i hoppning i samband med de olympiska ridsporttävlingarna 2000 i Sydney.
Johannpeter avlade examina i företagsekonomi vid Pontifícia Universidade Católica do Rio Grande do Sul och University of Toronto, marknadsföring vid Ashridge Executive Education och ledarskap vid Wharton School. Han har arbetat för den brasilianska ståltillverkaren Gerdau S.A. sedan 1980, Johannpeter var deras VD mellan 2007 och 2017. Johannpeter är också ordförande för den internationella branschorganisation World Steel Association.